# Vouillé (Vienne)
Vouillé  es una población y comuna francesa, en la región de Nueva Aquitania, departamento de Vienne, en el distrito de Poitiers y cantón de Vouillé. En sus inmediaciones tuvo lugar en abril de 507 la histórica batalla de Vouillé, que significó la caída del Reino visigodo de Tolosa a manos del rey franco Clodoveo I, quien conquista Toulouse, Aquitania, Gascuña y Limosín, llevando la frontera sur del reino franco hasta los Pirineos y conservando los visigodos al norte de estas montañas sólo la franja costera de Septimania (Carcasona, Narbona, Nîmes y Arlés).

## Demografía
| 1414 | 1456 | 1788 | 2380 | 2574 | 2774 |
| Para los censos de 1962 a 1999 la población legal corresponde a la población sin duplicidades (Fuente: INSEE [Consultar]) |      |      |      |      |      |